# 塞林
塞林是德国梅克伦堡-前波美拉尼亚州的一个市镇。总面积14.33平方公里，总人口2412人，其中男性1125人，女性1287人（2011年12月31日），人口密度168人/平方公里。